# Jacques Ravené
Jacques Ravené (* 1751 in Berlin; † 1828 ebenda, auch Jacob bzw. Jakob Ravené) war ein Eisengießer und Eisengroßhändler in Berlin und Gründer der Firma Jacob Ravené.

## Leben
Jacques Ravené war ein Nachfahre hugenottischer Flüchtlinge aus Frankreich. Während die Familie Ravené zunächst intensiv Gartenbau betrieb, war sein Vater Pierre (1723–1798) Glocken- und Gelbgießer geworden. Sohn Jacques erhielt deshalb eine Ausbildung in der Eisengießerei.
Am 14. August 1775 heiratete er Dorothee, die Tochter des kurz darauf verstorbenen Albrecht Butzer, und führte die 1722 gegründete Eisenwarenhandlung „Samuel Gottlieb Butzer“ seines Schwiegervaters weiter.
Gleichzeitig übte er seinen Beruf als Eisengießer weiter aus und konnte jetzt seine eigene Gießerei gründen. Das erste Firmengelände lag auf zurückgebauten Anlagen der Festung. Damit lag diese frühe Industrie am Rand der Stadt, wo es keine unmittelbar benachbarten Wohnhäuser gab, die durch Lärm und Qualm belästigt wurden, und der ehemalige Festungsgraben ermöglichte auf dem Wasserweg den Transport von Brennmaterial, Roherz und der erzeugten Produkte. Das Grundstück befand sich in Berlin-Mitte an der Wallstraße in der Nähe der Grünstraßenbrücke.
Für die Französische Gemeinde in Berlin wirkte er 1804 ehrenamtlich als Direktor der Armenschule (École de Charité).
In den ersten Jahrzehnten des 19. Jahrhunderts wurde die eigene Produktion eingestellt. Mit dem Handel waren bessere und einfachere Geschäfte zu machen als mit der schmutzigen und aufwändigen Produktion von Eisenteilen. Die folgenden Generationen erwarben außerordentlichen Reichtum und wurden als die „Eisenkönige von Berlin“ bekannt.
1824 übergab er die Führung des Unternehmens an seine Söhne Karl Peter (1777–1841) und Pierre Louis Ravené (1793–1861).
Jacques Ravené wurde auf dem Friedhof der französischen Gemeinde in Berlin bestattet. Das Grab existiert nicht mehr.